# Céré-la-Ronde

Céré-la-Ronde este o comună în departamentul Indre-et-Loire, Franța. În 1 ianuarie 2022 avea o populație de 424 de locuitori.